# Nicholas Strogers
Nicholas Strogers est un compositeur anglais, actif entre 1560 et 1575.

## Biographie
On ne sait rien de la formation et de l’éducation musicale de Nicholas Strogers, et fort peu du reste de sa vie.
Entre la noël 1564 et 1575, il fut ecclésiastique à la paroisse Saint Dunstan de Londres où il fut chargé de la musique et joua probablement de l’orgue .
Les œuvres de Strogers qui nous sont parvenues sont 7 pièces de musique vocale sacrée, 6 pages de musique vocale profane, 9 partitions de musique instrumentale pour consort et 5 pièces pour clavier dont une fantaisie contenue dans le Fitzwilliam Virginal Book.